# سیارک ۵۸۴۰
سیارک ۵۸۴۰ (به انگلیسی: 5840 Raybrown، نامگذاری:1978ON) پنج هزار و هشتصد و چهلمین سیارک کشف شده‌است که در ۲۸ ژوئیه ۱۹۷۸ کشف شد.